# Mistrzostwa Świata w Szermierce 2015
Mistrzostwa Świata w Szermierce 2015 – 77. edycja mistrzostw odbyła się w Sportowym kompleksie „Olimpijskij” w Moskwie.

## Klasyfikacja medalowa
| Lp. | Państwo                      | złoto | srebro | brąz | Razem |
| --- | ---------------------------- | ----- | ------ | ---- | ----- |
| 1   | Rosja                        | 4     | 4      | 1    | 9     |
| 2   | Włochy                       | 4     | -      | 1    | 5     |
| 3   | Ukraina                      | 1     | 1      | 1    | 3     |
| 4   | Chiny                        | 1     | -      | 3    | 4     |
| 5   | Węgry                        | 1     | -      | 1    | 2     |
| 6   | Japonia                      | 1     | -      | -    | 1     |
| 7   | Stany Zjednoczone            | -     | 2      | 3    | 5     |
| 8   | Francja                      | -     | 2      | 1    | 3     |
| 9   | Rumunia · Korea Południowa   | -     | 1      | 1    | 2     |
| 11  | Szwecja                      | -     | 1      | -    | 1     |
| 12  | Niemcy                       | -     | -      | 2    | 2     |
| 13  | Dania · Szwajcaria · Tunezja | -     | -      | 1    | 1     |

## Medaliści

### Mężczyźni
| Złoto                                                                             | Srebro                                                                                   | Brąz                                                                      |
| Floret                                                                            |                                                                                          |                                                                           |
| Yūki Ōta                                                                          | Alexander Massialas                                                                      | Artur Achmatchuzin Gerek Meinhardt                                        |
| Włochy · Giorgio Avola · Andrea Baldini · Andrea Cassarà · Daniele Garozzo        | Rosja · Artur Achmatchuzin · Aleksiej Czeriemisinow · Rienał Ganiejew · Dmitrij Rigin    | Chiny · Chen Haiwei · Lei Sheng · Ma Jianfei · Li Chen                    |
| Szpada                                                                            |                                                                                          |                                                                           |
| Géza Imre                                                                         | Gauthier Grumier                                                                         | Jung Seung-hwa Patrick Jørgensen                                          |
| Ukraina · Anatolij Herej · Dmytro Kariuczenko · Maksym Chworost · Bohdan Nikiszyn | Korea Południowa · Jung Seung-hwa · Kweon Young-jun · Na Jong-kwan · Park Kyoung-doo     | Szwajcaria · Peer Borsky · Max Heinzer · Fabian Kauter · Benjamin Steffen |
| Szabla                                                                            |                                                                                          |                                                                           |
| Aleksiej Jakimienko                                                               | Daryl Homer                                                                              | Tiberiu Dolniceanu Max Hartung                                            |
| Włochy · Enrico Berrè · Luca Curatoli · Aldo Montano · Diego Occhiuzzi            | Rosja · Kamil Ibragimow · Nikołaj Kowalow · Wieniamin Rieszetnikow · Aleksiej Jakimienko | Niemcy · Max Hartung · Nicolas Limbach · Matyas Szabo · Benedikt Wagner   |

### Kobiety
| Złoto                                                                             | Srebro                                                                                | Brąz                                                                                           |
| Floret                                                                            |                                                                                       |                                                                                                |
| Inna Dierigłazowa                                                                 | Aida Szanajewa                                                                        | Arianna Errigo Nzingha Prescod                                                                 |
| Włochy · Martina Batini · Elisa Di Francisca · Arianna Errigo · Valentina Vezzali | Rosja · Julija Biriukowa · Inna Dierigłazowa · Łarisa Korobiejnikowa · Aida Szanajewa | Francja · Anita Blaze · Astrid Guyart · Pauline Ranvier · Ysaora Thibus                        |
| Szpada                                                                            |                                                                                       |                                                                                                |
| Rossella Fiamingo                                                                 | Emma Samuelsson                                                                       | Sarra Besbes Xu Anqi                                                                           |
| Chiny · Hao Jialu · Sun Yujie · Sun Yiwen · Xu Anqi                               | Rumunia · Ana Maria Brânză · Loredana Dinu · Simona Gherman · Simona Pop              | Ukraina · Ołena Krywyćka · Ksenija Pantelejewa · Anfisa Poczkałowa · Jana Szemiakina           |
| Szabla                                                                            |                                                                                       |                                                                                                |
| Sofja Wielika                                                                     | Cécilia Berder                                                                        | Shen Chen Anna Márton                                                                          |
| Rosja · Jekatierina Djaczenko · Jana Jegorian · Julija Gawriłowa · Sofja Wielika  | Ukraina · Olha Charłan · Alina Komaszczuk · Ołena Krawaćka · Ołena Woronina           | Stany Zjednoczone · Ibtihaj Muhammad · Anne-Elizabeth Stone · Dagmara Wozniak · Mariel Zagunis |